# 川瀬晶子 (声優)
川瀬 晶子（かわせ あきこ、1980年6月29日 - ）は、日本の女性声優。東京都出身。アクセント所属。

## 来歴
小さい頃から芝居が好きであり、小学校時代に演劇部に所属。
ある時、学校の演劇部に、「ボランティアで子供向けの教材の吹替えをやってみませんか」という話があり、それに参加させてもらったのが職業としての声優を知るきっかけとなったという。
それまでは、アニメ、吹替え作品を何の疑問も持たずに楽しんでいたが、この企画に参加させてもらい、「これは声優という人達がやってたんだ!」という衝撃と共に、「凄いっ！声優になると海外の人やアニメのキャラクターにもなれるんだ！！」という憧れが芽生えたという。
その後、中学・高校に進学し、憧れだけではおさまらなくなり、「何も行動しないで後悔するより、まずは一歩踏み出してみよう」と、東京アナウンスアカデミーに通っていた。
慶應義塾大学法学部政治学科卒業。大学時代、友人から「わせりん」と呼ばれていた。
以前はYellowに所属しており、2010年8月1日にアクセントに移籍した。Yellow在籍時、同じ事務所の岡田優香と『Ciao』というユニットを結成、活動していた。
2016年5月6日更新のWebラジオYAMAKING!!!にゲスト出演した際、WORKING!!TVアニメ3期のアフレコ前に結婚したこと、第1子である長女を妊娠した状態でアフレコや打ち上げに臨んでいたこと、後にその子を出産して母親になったこと、現在の姓がラジオのパーソナリティーである広橋涼が演じる「山田葵」と同じ「山田」になったことを公表した。

## 人物
資格は普通自動車免許、普通自動二輪免許。
特技はマリンバ。
趣味は宝塚歌劇団観劇で、特に雪組が好き。2008年3月にはファンと雪組の劇を見るという企画を行った。

## 出演

### テレビアニメ
2003年
- アストロボーイ・鉄腕アトム（2003年 - 2004年、如月夕子、スチュワードロボ、男の子、アナウンサー、女子行員、チーター、整備員、女性キャスター、ミッシェル）
- 宇宙のステルヴィア（2003年、草薙葉子、予科生、スタッフ 他）
- DEAR BOYS（森高麻衣）
- ブラック・ジャック（2003年 - 2005年、本間久美子） - 1シリーズ+特別編1作品
- ポケットモンスター アドバンスジェネレーション（2003年 - 2006年、プラスル、アンドリュー）

2004年
- 愛してるぜベイベ★★（ナッツ）
- かいけつゾロリ（番組レギュラー）
- 光と水のダフネ（女生徒B）
- 流星戦隊ムスメット（三色葵 / ムスメブルー）

2005年
- IGPX（女性店員）
- あまえないでよっ!!（女の子、女生徒、女子生徒）
- いちご100%（近藤）
- こいこい7（月読ミヤビ）
- 好きなものは好きだからしょうがない!!（子供）
- BLACK CAT（レポーター、女子アナ）
- Paradise Kiss（浜田先生）
- 魔豆奇伝パンダリアン（ラブ）
- 名探偵コナン（ペットショップ店員）
- ローゼンメイデン トロイメント（草笛みつ〈みっちゃん〉）

2006年
- あまえないでよっ!!喝!!（メイド）
- Gift 〜eternal rainbow〜（アヤコ 他）
- コヨーテ ラグタイムショー（ジュライ）
- ザ・サード〜蒼い瞳の少女〜（グレタ）
- NANA女性キャスター、リポーター）
- ブラック・ジャック21（本間久美子、間みお〈青年期〉）
- まじめにふまじめ かいけつゾロリ（エンジェルB）

2007年
- 機動戦士ガンダム00（アテンダント）
- さぁイコー! たまごっち（2007年 - 2008年、いちごっち、すきま風っち、ちゃおっち、たまご姫、建物）
- もっけ（藤谷先生）

2008年
- To LOVEる -とらぶる-（ピカリー母）
- マクロスF（ニュースキャスター）
- たまごっち!（2009年 - 2015年、ままめっち、いもっち、、ままぱっち、ポンポンっち、レースクィーンっち、まるてんっち先生、マーケっち 他） - 4シリーズ

2010年
- WORKING!!（2010年 - 2015年、松本麻耶、女の子、男子小学生〈1〉） - 3シリーズ

2011年
- うさぎドロップ（母親たち）
- たまゆら〜hitotose〜（女の子）
- ダンボール戦機（2011年 - 2013年、霧野紗枝、担任の先生、シーカー隊員、NICSオペレーター、女性、オペレーターB） - 2シリーズ
- ちはやふる（母親）
- 星空へ架かる橋（久里子、伊吹の母、女子、女子アナ、先輩）
- 夢喰いメリー（TVニュース）

2012年
- アクエリオンEVOL（女子）
- 宇宙兄弟（真壁ユキ）
- 黒子のバスケ（おは朝アナウンサー）
- しろくまカフェ（店員）
- たまごっち! ゆめキラドリーム（ままめっち）

2013年
- ちび☆デビ!（ちよちゃん）
- ローゼンメイデン（草笛みつ）

2014年
- 神撃のバハムート GENESIS（酒場の女C）
- ドラえもん（テレビ朝日版第2期）（女性）

### OVA
- ピカチュウのなつまつり（2004年、プラスル）
- 乙女なでしこ恋手帖（2012年、東明千鶴）※小説第2巻DVD付特装版

### 劇場アニメ
- 劇場版ポケットモンスター アドバンスジェネレーション 七夜の願い星 ジラーチ（2003年、ポケモンたち）
- 東京ゴッドファーザーズ（2003年）
- 劇場版ポケットモンスター アドバンスジェネレーション 裂空の訪問者 デオキシス（2004年、プラスル）
- ブラック・ジャック ふたりの黒い医者（2005年、本間久美子[12]）
- パプリカ（2006年）
- まじめにふまじめ かいけつゾロリ なぞのお宝大さくせん（2006年、ひめ）
- えいがでとーじょー! たまごっち ドキドキ! うちゅーのまいごっち!?（2007年、ままぱっち）
- 映画! たまごっち うちゅーいちハッピーな物語!?（2008年、ままぱっち）
- 豆富小僧（2011年、鳴屋3）
- トワノクオン（2011年、オペレーター9）
- 映画かいけつゾロリ だ・だ・だいぼうけん!（2012年）

### ゲーム
- 宇宙のステルヴィア（2004年、ロミオ）
- F 〜ファナティック〜（2004年、カレン・ウィルソン）
- カオスウォーズ（2006年、リィン・サンロード、アナスタシア）
- 聖剣伝説4（2006年、ルナ）
- ブレイブリーデフォルト フライングフェアリー / フォーザ・シークウェル（2012年 - 2013年）
- たまごっち!せーしゅんのドリームスクール（2013年、ジュリエっち）
- あんさんぶるガールズ!!（2016年、冴木もも[13]）
- ライフ イズ ストレンジ2（2020年、サラ・リー）

### ドラマCD
- こいこい7（月読ミヤビ）
- セクシャル・ハンター・ライオット（蔵原咲絵）

### 吹き替え

#### 映画
- FLU 運命の36時間（イネ〈スエ〉[14]）
- マチェーテ・キルズ（カメレオン〈レディー・ガガ〉）
- ミスターGO!（場内アナウンス）

#### ドラマ
- グッド・ワイフ（ロビン・バーディーン〈ジェス・ワイクスラー〉）※シーズン4から
- クリミナル・マインド7 FBI行動分析課
- 最高の愛〜恋はドゥグンドゥグン〜（ハ・ルミ、ウンジョン）
- テラノバ/Terra Nova
- ビクトリアス
- 百年の花嫁（溺れていた女[15]）
- 二人の王女
- ボルジア家 愛と欲望の教皇一族
- モデルズ・オブ・ザ・ランウェイ2（ロレーナ、ミーガン）

### テレビ番組
- まるみえムスメット（アニメイトTV 2004年10月 - 2005年3月）
- さわやかカフェ（CATV　TEPCOケーブルテレビ2004年4月 - 2007年9月）

### ラジオ
- ラジオどっとあい 川瀬晶子のふこふこネット（文化放送インターネットラジオ 2003年4月 - 6月）
- 萌えっと放送局（MOFM・インターネットラジオ:2006年4月 - ）※2007年1月より、公開録音の会場がリニューアル工事されているため番組は休止されているが、その間MOFMのサイトが突如閉鎖され、その後の情報も一切無いことから事実上打ち切り状態となっている。
- 稲村優奈と川瀬晶子のAAAで行こう!!（ラジオ大阪・アニメイトTV・アニ★ロコ：2006年7月 - 2007年4月）
- みらくる Ciao らじお（Ciao公式サイト内、2008年6月 - 2010年7月4日）

### 楽曲
- こいこい7 シリーズ（月読ミヤビ）
  - SUPER LOVE（2005年3月30日、LKCR-10005）
  - こいこい7 キャラクターミニアルバム 『群れに帰れない鳥』（2005年6月22日、LKCR-10023）
  - 愛の羽根
- 愛の閃光 （三色葵/ムスメブルー）（2004年11月26日）

### CM
- まるみえムスメット CM（大沢千秋、松本彩乃と顔出し出演）
- メルモラヴ CM（メルモ）『ふしぎなメルモ』